# Dicranomyia pulchripennis
Dicranomyia pulchripennis är en tvåvingeart som beskrevs av Enrico Adelelmo Brunetti 1912. Dicranomyia pulchripennis ingår i släktet Dicranomyia och familjen småharkrankar. Inga underarter finns listade i Catalogue of Life.